# James Appathurai

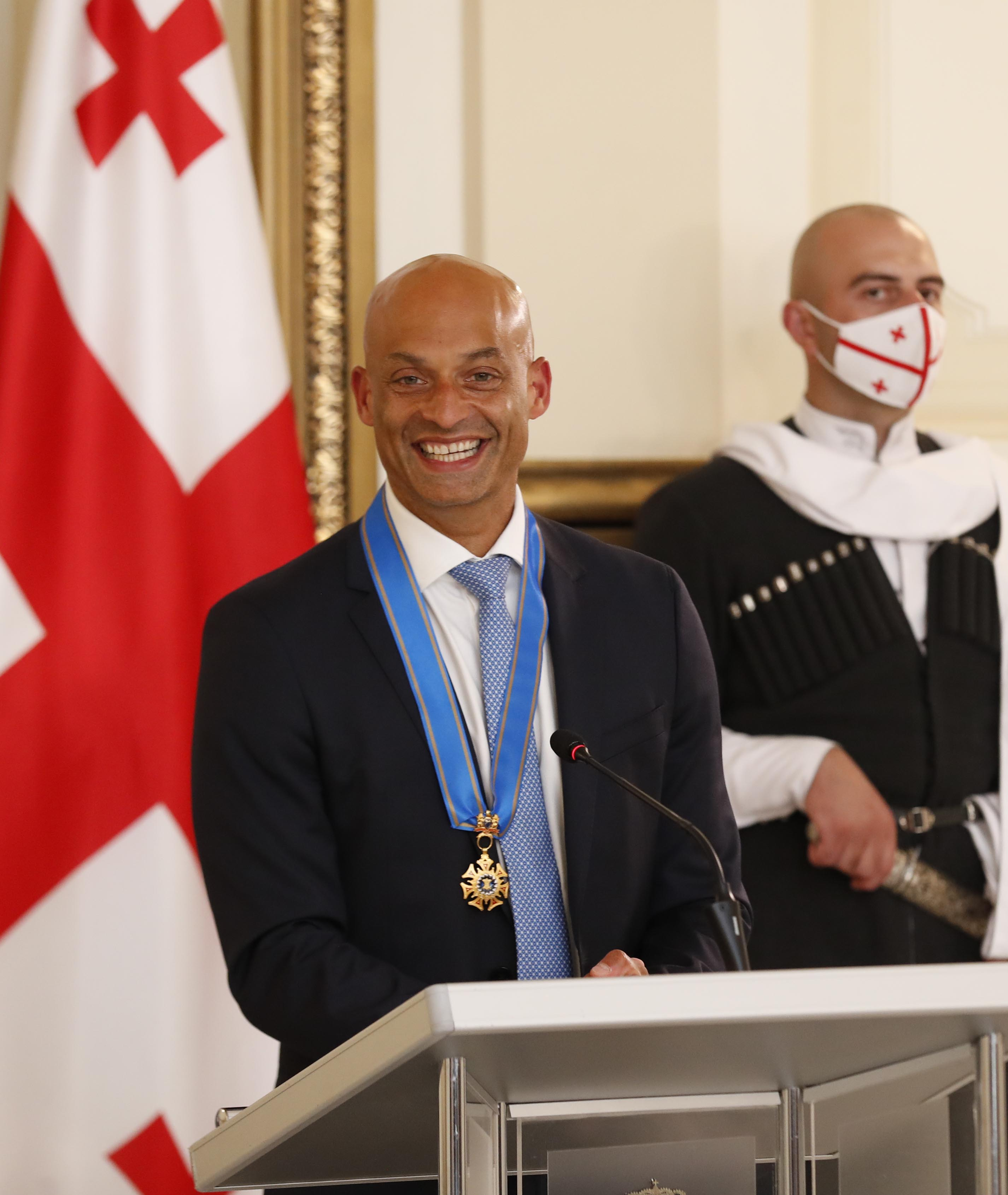
James Appathurai (2021)

James Appathurai (* 7. August 1968 in Toronto) ist ein kanadischer Diplomat und Wissenschaftler. Er ist stellvertretender NATO-Generalsekretär für Innovation, Hybrid und Cybersicherheit.

## Leben
Appathurai arbeitet seit 1998 für die NATO und war von 2004 bis 2010 ihr Sprecher.  Von Dezember 2010 bis April 2022 war Appathurai stellvertretender Generalsekretär für politische Angelegenheiten und Sicherheitspolitik. Während dieser Zeit übernahm er die Rolle des Sonderbeauftragten für den Kaukasus und Zentralasien. Er führte Gespräche mit der georgischen Regierung über einen möglichen NATO-Beitritt. 2021 verlieh die georgische Präsidentin Salome Surabischwili Appathurai den Orden des Goldenen Vlieses für seinen Beitrag zu den Beziehungen zwischen Georgien und der NATO. Appathurai war einer von drei NATO-Vertretern auf der Bilderberg-Konferenz 2024.

## Nachweise
1. ↑  Autor ungenannt: James Appathurai, Deputy Assistant Secretary General for Innovation, Hybrid and Cyber. In: nato.in. North Atlantic Treaty Organization, 30. Dezember 2024, abgerufen am 3. Mai 2025 (englisch).
2. ↑  James Appathurai: NATO respects Serbia's neutrality and is not seeking for new members. In: European Western Balkans. European Western Balkans is a regional web portal specialized in European integration process of the Western Balkan countries, founded in Belgrade in 2014, 19. November 2019, abgerufen am 3. Mai 2025 (amerikanisches Englisch).
3. ↑  David Brennan: Russia, China "deepen" relations with shared anti-U.S. goal: NATO official. In: newsweek.com. NEWSWEEK, 4. Oktober 2022, abgerufen am 3. Mai 2025 (englisch).
4. ↑  Interviewführer ungenannt: Interview with James Appathurai: 16 Initiatives of Updated SNGP. In: 1tv.ge. Georgian Public Broadcaster, 14. Dezember 2020, abgerufen am 3. Mai 2025 (amerikanisches Englisch).
5. ↑  Georgia Today: Georgian President Awards James Appathurai Golden Fleece. In: Georgia Today. 2. Juli 2021, abgerufen am 3. Mai 2025 (amerikanisches Englisch).
6. ↑  Autor ungenannt: Teilnehmerliste Bilderberg-Konferenz 2024
7. ↑  S. W. I. swissinfo.ch: Arranca en Madrid la Reunión Bilderberg con destacados líderes internacionales. In: SWI swissinfo.ch. 30. Mai 2024, abgerufen am 3. Mai 2025 (spanisch).

| Personendaten    | Personendaten                            |
| ---------------- | ---------------------------------------- |
| NAME             | Appathurai, James                        |
| KURZBESCHREIBUNG | kanadischer Diplomat und Wissenschaftler |
| GEBURTSDATUM     | 7. August 1968                           |
| GEBURTSORT       | Toronto                                  |